# 南京戦
南京戦（ナンキンせん、中国語: 南京保卫战、英語：Battle of Nanking）は、日中戦争における戦闘の1つで、1937年（昭和12年）8月以降の上海戦の戦線が拡大し、12月に中華民国の首都南京市で展開した。日本軍は国民革命軍（中国軍）を追撃し、南京を陥落させた。日本軍からは南京攻略戦。中国側からみて上海戦と南京戦を併せて上海南京保衛戰とする研究もある。
この戦闘の最中に南京事件が発生したとされ、戦後南京軍事法廷や東京裁判で審議され、訴追され、訴因45では誰も裁かれる事はなかった。ただし、事件の内実については論争がある（南京事件論争）。

## 上海戦から南京戦へ
1937年（昭和12年）7月の盧溝橋事件で日本と中国は全面衝突し、7月末から8月にかけて上海で大山事件など日本将兵が殺害される事件が相次だが、日本軍は不拡大政策を貫いていた。8月13日中国軍が攻撃を開始し、日本軍も攻撃して、第二次上海事変が始まった。8月14日には中国空軍による上海爆撃が実施され、日本の軍艦などを攻撃し、軍艦停泊地の近くの租界歓楽街にも誤爆による被害も出た。　8月15日に「もはや隠忍その限度に達し、支那軍の暴虐を膺懲」すると声明を出し、第3・第11師団による上海派遣軍を編成して派遣した。9月2日に「北支事変」から「支那事変」と改称した。
蔣介石も8月15日に対日抗戦総動員令を発令し、自らが陸海軍総司令官につき、四つの戦区に分けて全面戦争体制を整えた。蔣介石は華北は補給維持が困難であるとして増援せず、主力は揚子江流域都市（南京市など）での決戦に備えて温存すると計画した。
日本が中国に対し「速戦速決戦略」を採用したのに対して蔣介石の戦略は、華北の日本軍が南下し、武漢地区で中国が東西に分断されるのを防ぐため、中国軍が華北では後退し、 上海に主力を集中して主戦場を華北から華東へと誘致するもので、「日本軍に上海戦場を開かせる」という「持久消耗戦略」であった。また、アメリカやイギリス、ソ連などを日中戦争に巻き込むという政略も採用した。
上海戦で日本軍は苦戦し、9月までの日本軍第3・第11師団だけで死傷者は12388名にのぼり、第9師団は11月の蘇州河渡河までに12360名の死傷者を出した。日本は11月5日、第10軍を杭州湾に、第16師団は白茆口に上陸させ、戦況は一挙に好転した。11月7日に上海派遣軍と第10軍を併せて中支那方面軍として編成した。河辺虎四郎ら参謀本部作戦課は作戦地域を上海西部の蘇州から嘉興を結ぶ線以東に制限したが、武藤章参謀副長らは南京追撃を主張した。
11月15日、第10軍は「一挙追撃を敢行し、南京を占領すべき」と積極案を出し、独断で進撃を開始した。松井石根中支那方面軍はこれを追認した。制限線撤廃をめぐって激論となっていたが参謀本部も11月24日、南京攻略を容認し、蘇州-嘉興線以東の制限を廃した。方面軍は、上海派遣軍追撃隊は、常州、丹陽、金壇に前身拠点を造り、主力は無錫〜湖州線より東部で準備すると命じた。10軍は嘉興〜湖州〜長興へ、114師団一部は宜興・漂陽へ、18師団追撃隊および国崎支隊は広徳に進出し、主力は後方地区に終結した。最前線の部隊は、中国軍によって徹底的に破壊された橋梁や道路を修復しながら進撃をつづけた。
参謀本部はトラウトマン工作など政治的解決を優先する意見などがあったが、下村定第一部長の意見具申により南京攻略が決定され、大陸命7号によって中支那方面軍の戦闘序列が、大陸命8号によって海軍との共同攻略が下令された。
中国側は消耗持久戦へ転換させ、ゲリラ戦を発動させた。蔣介石は11月7日の日記で「抗戦持久」が重要で、「遊撃戦を発動し、敵を疲労させる」と書いた。これは中国軍の83個師団約40万の兵力を江北に撤退させる退却掩護作戦でもあり、南京防衛は固守して援軍を待つものでなく、敵軍の消耗を目的としたもので、日本軍進撃を食い止めるために橋梁、道路は徹底的に破壊され、家屋は焼かれ、食料は持ち去られた。T・ダーディン特派員によれば、南京城外15マイルの空野清野作戦は中国軍の怒りとフラストレーションであり、焼き払いは軍事目的には役に立たなかった
さらに敗残兵は後方地域に潜入してゲリラ化して日本軍を襲撃した。
国民政府は11月19日に重慶遷都を決定した。首都南京からの撤退に蔣介石が反対し、唐生智も南京固守方針を定めた。しかし唐は「わが血肉をもって南京城と生死を共にする」と誓っていながら、徹底抗戦を叫んで逃亡する。
9か国条約会議が不調に終わってからは蔣介石も和平交渉に乗り気で、12月2日にトラウトマン大使と会談した。

## 参加兵力

### 日本軍
戦闘序列概略。旅団以下、各連隊の詳細は南京攻略戦の戦闘序列へ。
中支那方面軍(司令官松井石根大将）
- 直属部隊（第3飛行団など）
- 上海派遣軍(司令官朝香宮鳩彦王中将）
  - 第16師団（京都・中島今朝吾中将）
  - 第9師団 (金沢、吉住良輔中将)
  - 第13師団（仙台、荻洲立兵中将)
  - 第3師団（名古屋、藤田進中将)
  - 第11師団（善通寺、山室宗武中将)
  - 第101師団（東京、伊東政喜予備役中将)
  - 野戦重砲兵第5旅団 ほか
- 第10軍 (司令官柳川平助中将）
  - 第6師団 (熊本、谷寿夫中将）
  - 第18師団 (久留米、牛島貞雄中将）
  - 第114師団 (宇都宮、末松茂治中将）

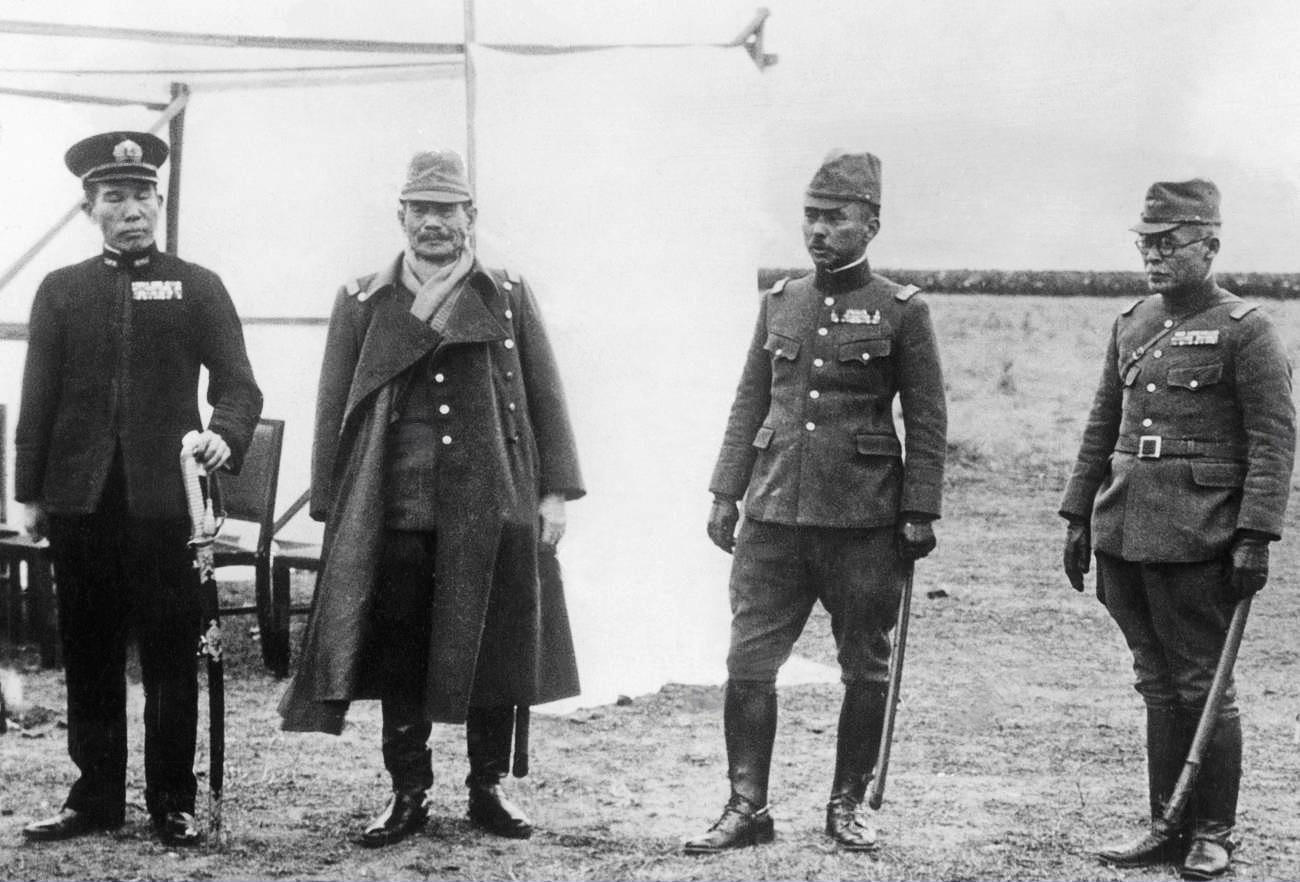
左より長谷川清(支那方面艦隊)、松井石根(中支那方面軍)、朝香宮鳩彦王(上海派遣軍)、柳川平助(第10軍)の各司令官

  - 国崎支隊 (第5師団・歩兵第9旅団、国崎登少将)
  - 野戦重砲兵第6旅団ほか
- 支那方面艦隊 (司令長官長谷川清中将)
  - 第3艦隊 (司令長官長谷川清中将)
  - 第11戦隊 (少将近藤英次郎)
  - 第4艦隊 (司令長官・中将豊田副武)[23]

総兵力は約20万人。

### 中国軍
南京（首都）衛戍軍（司令官唐生智）
- 東北部配備：第2軍団(司令官徐源泉)
- 東部配備：第66軍
- 南部配備：第71軍、第72軍、第83軍
- 西南部：第74軍
- 北部配備：第78軍
- 江岸配備：江防軍

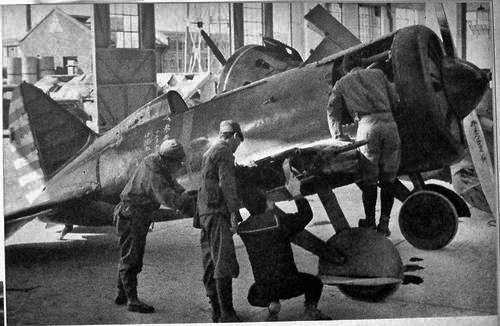
12月22日に鹵獲されたソビエト製I-16戦闘機

- 教導総隊、憲兵部隊（2団)、装甲兵団 (2連)等
- ソ連空軍志願隊[24]。

いわゆる南京師団とよばれた防衛軍は、広東軍、広西軍、湖南軍によって編成され、南京城内の防衛はそのうち第36師団、第88師団であった。広東軍は追撃戦で打撃を受けており、南京に撤退後、未熟な新兵を補充していた。なお蘇州－句容間の前線で抗戦してきた四川軍は蕪湖方面に撤退し長江を渡河し首都攻防戦には加わらなかった。
- 唐生智首都衛戍軍司令官
- 羅卓英副司令官
- 周斕参謀長
- 徐源泉第2軍団司令官

#### 南京防衛軍の総兵力に関する諸説
国民党や日本側の資料など
国民党の資料によれば、将緯国将軍は約14個師、また作戦経過概要等では12月初に約15師強とする。
- 孫宅巍がまとめた中国の戦闘詳報によれば、第2軍、第83軍は不明で、第66軍は9000、第36師は11968[28]、第74軍は17000[29]、第87師は1万、第88師は6000、教導総隊は35000[30]、103師は2000、憲兵5490で、合計96,458[31]。
- 撤退時には、10余万の大軍が長江岸に雲集し、邑江門から10余万が退出した[32][27]。
- 国民政府軍令部第一庁長の劉斐は南京防衛軍は合計10余万人とした[33][27]。杜聿明も同値[34][27]。
- 第78軍・第36師長宋希濂は当初は7万前後で、さらに3個軍の4万人が増加し合計約11万余人となったという[35][27]。
- 南京防衛司令長官部参謀処第一科科長の譚道平は、12月8日に10万に達したという[36][27]。
- 第78軍第36師第108旅第216団第一営長の欧陽午は、南京外囲陣地と南京複廓陣地に合計約11万が配備され、20万人と公称したという[37][27]。

日本側の資料によれば、上海派遣軍参謀長飯沼守は約20コ師10万人で日本軍が撃滅したのは約5万、海軍と第10軍の撃滅したのは約3万、約2万は散乱したと記した。第十六師団参謀長・中沢三夫によれば、基本部隊計8～9師で当初一師5000だったが1万に増加し8～9万となり、また以前の上海派遣軍第二課調査で20師推定から、総計10〜13万の兵力と推定した。
アメリカ側の資料によれば、12月10日後のアメリカ大使館報告では、陥落前に人口の8割が市を脱出し、主要部隊は撤退し、防衛軍は5万人とされた。
ニューヨーク・タイムズのダーディン記者は中国軍は16個師団約5万人が参加したが、3万3000が殲滅されこのうち2万名が処刑されたと報道した。偕行社『南京戦史』は、このダーディン記者の推定は概ね妥当とし、さらに中国軍戦闘詳報での78軍が二個団補充、2軍団（10軍）の二個師、74軍の二個師はいずれも7000兵力で、これを加算すれば6-7万、鎮江-丹陽-東昌街付近をのぞく南京付近の総兵力は65,500〜70,500人と推定する。
1937年12月17日のマンチェスター・ガーディアン・ウィークリーは、上海から退却した中国軍30万のうち、「7万5000強の兵が実際に南京付近に駐屯したとするのは疑わしい」として、南京にいた主力部隊は陥落前に重慶へ退却しており、戦闘中も逃亡する兵士は膨大におり、南京陥落を戦った中国軍は2万程度とした。
戦後の裁判と南京防衛軍の総兵力に関する諸説
東京裁判判決では、「中国軍はこの市を防衛するために約五万の兵を残して撤退した。1937年12月12日の夜に、日本軍が南門に殺到するに至って、残留軍五万の大部分は、市の北門と西門から退却した。中国軍のほとんど全部は、市を撤退するか、武器と軍服を捨て国際安全地帯に避難した」とあり、中国軍を約5万とする。
1984年、中国側公式資料集「証言・南京大虐殺」は、南京防衛軍は「退却時五万」とした。
1985年、孫宅魏は 当初の動員兵力10万余とした。
1988年、「南京防衛軍当初15万、虐殺8万説」（孫宅魏）説。
秦郁彦は台湾公刊戦史から「当初は10万、落城時は3.5万～5万」とする。また「兵力計算を困難にする理由に、民兵の存在があった。正規兵はカーキ色のラシャ制軍服を着ていたが、戦闘直前にかき集めた予後備兵、少年兵をふくむ民兵は濃緑色の綿製軍服を着用、なかには私服のままの者もいた。局面によっては、正規兵よりも民兵のほうが多く、とくに難民区に逃げ込んだ者は民兵が主体だったようだ、という参戦者の証言もあるが、中国側が主張する兵力数に、この種の民兵が含まれているかはたしかでない。」と述べている。
孫宅巍は、南京衛戍軍参謀第一科長譚道平の証言から、総兵力は81000人（戦闘兵49000、雑兵32000)で、犠牲は36,500人とする。南京戦史はこの「雑兵」は後方支援兵力か、民兵隊を指すのか判然としない、また71軍(87師)6500、83軍5500という兵力は、鎮江戦当時はともかく12月7日以降の南京に到達した推定としては過大と指摘。
笠原十九司は、「最高時の南京防衛軍の編制は約15師相当の部隊よりなり、総兵力は10万以上と言う事である。数としては、11～13万という数字があげられている。ここではひとまず10数万という言い方をしておく。ここで問題になるのは、この防衛軍総数に中国で、雑兵、民夫、民工と呼んだ後方（勤務）部隊の兵数がカウントされているかどうかである。南京防衛に参加した第71軍第87師所轄の第261旅旅長・陳頤県から筆者が直接聞き取りをしたときの話では、当時国民党軍の一旅は７０００の兵員からなり、戦闘兵が5000人、運送などにあたる後勤部隊が2000人とのことであった。そして中国では一般に（日本軍と違って）後勤部隊を兵数に数えないとのことだった。上記（国民党）の資料で「総兵力数」と兵力を明記している場合はおそらく（武器をもって敵と交戦できないという意味で直接の戦闘力にならない）雑兵の類をカウントしていない。したがって正規、非正規の後勤部隊の兵数を含めれば、南京防衛に動員された者の数は上記の数をさらに上回ることになる。（略）先の総兵力と次に述べた正規・非正規の軍務要員とされた軍夫・民夫を総計して、（孫宅魏の推定）約15万という数が、いまのところ妥当」とした。また笠原は、「総数15万人の防衛軍のうち、約4万人が南京を脱出して再結集し、約2万人が戦闘中に死傷、約1万人が撤退中に逃亡ないし行方不明になり、残り8万人が捕虜・投降兵・敗残兵の状態で虐殺された」と推定する（撤退5万、戦死2万、虐殺8万）。
ただし、上述した譚道平、宋希濂の回想によれば、当初の防衛軍に支援部隊が到着したとあり、雑兵が含まれている。また孫宅魏も「一方中国軍は、唐生智の率いる守城部隊が十五個師、およそ十余万人であったが、雑兵が多く、敵軍と直に戦闘できる兵隊は六割にすぎなかった。防衛軍全体の中で、まだ入隊したばかりの新兵が四割近くもしめていた」と、雑兵、新兵が多いと明記しており、雑兵を含めている。
なお、孫宅魏によれば、中国軍編成は、1個師団が二個旅（87師は3個旅）、四個団（連隊）と各一個営の砲兵、工兵、輜重兵よりなり、合計13個師団であった。孫宅魏は一個旅団を平均約4400人、1個師団を1万923人とし、13個師団の合計14万1999人と推計する。また一個団（連隊）2200人で、17個団の合計は3万7400人とする。この編成で計算すると、陳頤県旅長の一個旅団7000人では、一ケ師は二個旅団と一個連隊（砲兵、工兵、輜重兵など）の合計1万7500人となり、13個師団の合計が22万7500人になる。
森山康平は、中国軍の1個師団は5000人から1万で、日本軍の１個師団より小規模で員数もバラバラのケースが多かったとしている。
栄維木は、編成師団13個と連隊15個の総兵力は計15万とした。
| 総兵力                                | 出典                                                               | 備考 |
| ------------------------------------- | ------------------------------------------------------------------ | --- |
| 約11万。 当時の公称では20万人         | 第36師第108旅第216団第一営長の欧陽午                               | |
| 15個師団 11万〜15万人                 | 笠原十九司                                                         | 5万が逃亡 |
| 13個師団 14万1999人                   | 孫宅魏                                                             | |
| 当初20師団 陥落時8～9個師団で10〜13万 | 第16師団参謀長中沢三夫陣中日誌                                     | 当初は一師5000だったが1万に増加。                                                                                |
| 当初7万 援軍4万 合計約11万余人        | 第78軍・第36師長宋希濂                                             | |
| 約20個師団 10万人                     | 上海派遣軍参謀長飯沼守陣中日誌1937年12月17日                       | 日本軍が撃滅したのは約5万、海軍と第10軍の撃滅したのは約3万。ほか約2万は散乱した。                                |
| 10余万人（撤退時）                    | 国民軍・劉斐、杜聿明、憲兵司令部戦闘詳報                           | 憲兵司令部戦闘詳報は、邑江門から10余万が退出したとする。                                                         |
| 8万1000                               | 国民軍参謀・譚道平。                                               | |
| 15個師団 10余万人                     | 孫宅魏（1985年)                                                    | 雑兵が多く、新兵が四割近くであった。                                                                             |
| 当初10万 落城時は3.5万～5万           | 台湾公刊戦史（秦郁彦引用)                                          | |
| 当初7万5000 陥落時は約2万             | 1937年12月17日 マンチェスター・ガーディアン・ウィークリー          | |
| 65,500〜7万500人                      | 偕行社『南京戦史』                                                 | 鎮江-丹陽-東昌街付近をのぞく。軍、師別に兵力を積み上げて推計。                                                   |
| 16個師団 約5万                        | ニューヨーク・タイムズ1937年12月22日、1938年1月9日。ダーディン記事 | 3万3000が殲滅、うち2万が処刑。中国師団は平均5000名編成で(8万)、痛撃を蒙っていたので2〜3000名編成の場合もあった。 |
| 5万                                   | 12月10日後のアメリカ大使館報告                                     | 陥落前に主要部隊は撤退し、人口の8割が市を脱出。                                                                  |
| 5万                                   | 東京裁判判決                                                       | |
| 退却時5万                             | 南京市文史資料研究会編（1984年）。                                 | |

## 経過

### 南京進撃

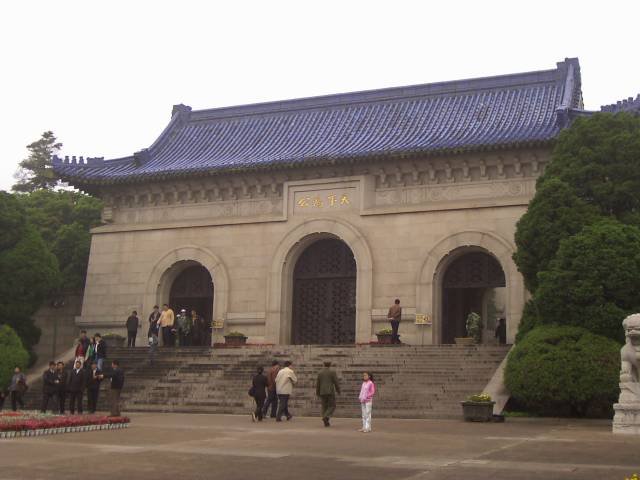
孫文の陵墓、 中山陵。紫金山にある。南京城攻略要領で日本兵の立入りが禁止された。

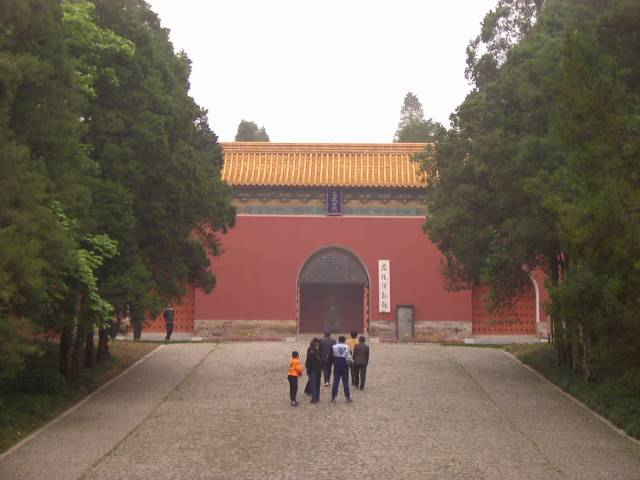
明の朱元璋の陵墓、明孝陵の文武方門

1937年（昭和12年）
11月7日臨参命第百三十八号「中支那方面軍」（第10軍と上海派遣軍を隷下に置く）編合（戦闘序列ではない）の下令が出され、臨命600号により作戦地域は「蘇州・嘉興ヲ連ネル線以東」に制限された。
11月9日上海戦線の中国軍は退却を開始した。
11月10日
- ソ連国防部長官ヴォロシーロフは航空機、重砲、ガソリンなどを支援すると張沖に伝える。
- 午後11時50分:歩兵第6連隊長は、地雷排除のほか、「一般の良民は総て城内に避難しあるをもつて、城外に在る一切の者は敵意を有するものと認め、これを殲滅す。」「掃蕩に方りては家屋を焼却するを便とする」という内容の歩6作命第90号を下達した。

11月11日南京追撃戦が発起した。
11月13日16師団、白茆口に上陸し、同地を占領。歩兵30旅団を佐々木支隊とし、揚子江岸に上陸、敵の退路を遮断した。
11月15日日本軍第10軍は「独断追撃」を敢行し、南京進撃を開始し、松井大将も容認した。
11月16日中国、第一次防衛会議で劉斐作戰組長は、12〜18師団を南京に置き主力は撤退することを提案した。南京無防備都市宣言を建議していた白崇禧もこれに賛成し、何応欽、徐永昌も賛成した。しかし第二次会議では李宗仁は南京は孤絶しており守備は困難で放棄を建議した。ドイツ軍事顧問団アレクサンダー・フォン・ファルケンハウゼンは不必要な犠牲であると放棄に賛成した。しかし唐生智は南京は死守すると主張したため、何応欽は唐個人の責任にしてはどうかと発言し、蔣介石もそれを認め、南京を1年3ヶ月固守することになった。
11月19日中支那方面軍は無錫・湖州の攻撃を準備した。
11月20日皇居内に大本営設置。参謀本部に第十軍より南京追撃命令の報が届き、これに対して中支那方面軍参謀長に臨命600号の指示範囲を逸脱すると打電した。
中国国民政府は重慶への遷都を宣言した。この日の朝、波止場の下関は船を待つ人の山であった。蔣介石は唐生智を南京衛戍司令官に任命した。
11月21日
日本陸軍参謀本部第一部第二課より対支那中央政権方策提示。現下時局解決のため現状に於ては尚中央政権をして翻意我に提携せしめ全支の問題を統一処理するの方針を堅持す。（蔣政権の）面子を保持して講和に移行する如く我諸般の措置を講ずるを要するものとす。
蔣介石は日記に「老人学者、軍事敗北、将軍は落胆し和平を望む、革命精神の欠落。日本と戦争している理由も分からない」と書いた。
11月22日
中支那方面軍が「南京攻略の必要性」を上申した。
11月23日
日本軍が無錫にいたり、中国では南京防衛線が突破された。
11月24日
第1回大本営御前会議で中支那方面軍の作戦地域の制限が解除される。ただし多田駿参謀次長より南京方面への進撃はしないよう打電された。
11月25日
独立軽装甲車第二中隊は激戦の末、湖州に入城したが、市内はすでに掠奪されていた。16師団歩兵19旅団は無錫を突破したが、中国軍による掠奪は凄まじいものであったと犬飼総一朗同旅団司令部通信班長は述べている。
11月26日唐生智が南京守衛部隊司令長官(防衛司令長官)に任命され、編成師団13個と連隊15個計15万の兵力を指揮下においた。午後2時30分、16師団は無錫の占領を完了した。
11月27日蔣介石は南京城防工事を巡視した。
11月28日
- 下村定作戦部長が多田駿参謀次長に南京攻略を同意させた。
- 日本軍が宜興侵攻。

11月29日16師団歩兵19旅団は常州へ進出したが、ここでも中国軍による掠奪は凄まじいものであった。
12月1日大本営は大陸命第七号を発令し中支那方面軍戦闘序列を編成、大陸命第8号「中支那方面軍司令官ハ海軍ト協同シテ敵国首都南京ヲ攻略スヘシ」を発令し南京攻略を命令した。1日夜間、兵站自動車の亀谷部隊が下関を前進中、敗残兵400名に襲撃され、小隊長以下10名戦死、10数名負傷、自動車24輌が焼かれた。
12月3日
日本の上海派遣軍と第10軍計10万人余は、飛行機、戦車と海軍艦隊の援護で、兵力を三つのルートに分けて南京包囲作戦計画を実施した。
南京市内の水道が故障し、数日前より下関には常に3万〜5万の難民、退却軍であふれた。
12月4日松井方面軍司令官は、南京郊外の陣地奪取を決定した。
12月5日
二ヶ月後にソ連が中国支援のために軍を派遣することを決定したと中国側に伝えた。
南京安全区国際委員会のジョン・ラーベは、安全区から中国兵が引き上げるなら攻撃しないとの日本からの回答を得たので、マイナー・シール・ベイツ、シュペアリングと唐司令長官に中国兵撤退を要請したが「とうてい無理だ。どんなに早くても二週間後になる」と唐は回答した。ラーベは日記で「そんなばかなことがあるか」と唐将軍への不満を日記に記し、またドイツ大使館書記官ローゼンも中国軍が安全区のなかに隠れていることに怒っていると書いている。
12月6日（月曜）
句容陥落。そこから日本軍は三方向から進撃し、句容から孟塘を通過し、北の部隊が東流鎮を攻撃。深水から別部隊が秣陵関を攻撃。天王寺からの主力縦隊は淳化鎮へ進撃した。日本軍、浦口を空襲、死傷者300余。

#### 蔣介石ら中国首脳部の南京脱出と日本軍南京城攻略要領(12月7日)
1937年12月7日（火曜)
- 夜明け直前、蔣介石夫妻はアメリカ人パイロットの操縦する大型単葉機で南京を脱出した。またファルケンハウゼンらドイツ軍事顧問団や、南京市長ら政府高官もすべて一両日のうちに脱出した。中国軍は防衛司令長官唐生智を残して中国政府高官が南京を脱出した為、無政府状態となり市民は混乱状態に陥り、安全区（難民区）に避難した。中国軍は撤退する際に、日本軍に利用されないために多くの建物を焼き払う清野作戦を実施した。ニューヨーク・タイムズのダーディン記者は「湯山と南京の間、公路沿いにだいたい一マイルおきに堡塁が設けられている。首都に近づくと、中国軍に放たれた火が激しく燃え盛っていた。敵軍が遮蔽物に使いうる農村の建物を清除しているのである。 ある谷では一村が丸々焼けていた。木々や竹林は切り倒され、竹の切り株は日本軍歩兵を妨害するべく鋭い刃物状にされた」と報道。中国軍の南京周辺の焼き払いによって焼け出された市民が難民となって城内に流入し、食料難と暴動が市内で発生し、中国軍は治安維持と称して漢奸として少しでも怪しいものは手当たり次第に100名が銃殺された。なお11月までの漢奸狩りで嫌疑をかけられた市民2000名、12月初旬には連日殺害された。

國民軍軍事委員會第一軍令部徐永昌は下関碼頭一帯で渡河待機避難民は3日も待っているが、まだ渡れぬ者があると日記に書いた。
- 中支那方面軍司令官松井石根は南京城攻略要領を示達し、敵兵が抵抗する場合は攻撃し、掃蕩戦を行うことのほか、掠奪などの不法行為が、特に外国人の大使館や安全区（中立地帯）において絶対にないように各部隊に命じ、違反した者は厳罰に処するとした。松井は作成にあたって、国際法顧問斎藤良衛博士の意見を取り入れるように塚田攻参謀に命じ、情報参謀中山寧人が各国総領事を訪ねて改めて位置を確認し、これを各部隊に朱書きして手交した。

しかし、前線部隊の司令部はこうした通達を遵守させる意思に乏しく（松井司令官は、病気のために南京戦の前後の12月5日‐15日の間は通達等以外の直接の現場部隊への指導・指揮はおこなえず）、また南京への進軍自体が準備不足で行われた中で現実的に統制に十分な憲兵を備えず、後の12月17日時点において7万人の日本兵に対し憲兵は17人しか存在しなかった
| 1. | 日本軍が外国の首都に入城するのは有史以來の盛事であり、世界が注目する大事件であるため、正々堂々将來の模範たるべき心構えをもって各部隊の乱入、友軍の相撃、不法行為などは絶対に無いように。 |
| 2. | 部隊の軍紀風紀を厳粛にし、中国軍民をして日本軍の威武に敬仰帰服せしめ、いやしくも名誉を毀損するような行為が絶対に無いように。                                                             |
| 3. | 外国権益、特に外交機関には絶対に接近しないこと。中立地帯には必要のないもの立入を禁止する。所要の地点に歩哨を配置する。 中山陵、革命志士の墓、明孝陵に立入を禁止する。                    |
| 4  | 入城した部隊は選抜し、城内外の外国権益の位置を撤退して把握し、絶対に過誤のないように歩哨を配置する。                                                                                     |
| 5  | 掠奪行為、不注意といえども失火したものは厳罰に処す。憲兵を入城させ不法行為を摘発する。                                                                                                   |

- 午前10時、第10軍114師団歩兵150聯隊は秣陵閣に突入し、午後8時には高家荘に進出。
- 18師団は寧国を占領し、国崎支隊は水上機動を利用して太平に向かった。

12月8日（水曜）
- 日本軍は烏龍山、幕府山、紫禁山、雨花台に迫り、南京城を包囲した。
- 上海派遣軍16師団は湯水鎮・淳化鎮に進出、天谷支隊（第11師団の歩兵第10旅団を基幹とする）は鎮江砲台を占領した。中国軍は鎮江から退却する時、焼き払いに熱中した。
- 第9師団は淳化鎮を突破し、夜間追撃。23時頃には馬鞍山陣地を突破した。
- 第6師団は114師団左翼に進出した。
- 中国軍は市民の暴動を恐れて少しでも怪しいところがあれば銃殺し、処刑されたものは100名を超えたと中国紙が報じた。N.Y.Timesのダーディン記者は、中山陵園の中国高官邸宅、半径一〇マイル以内の建物や障害物、中山門外・中山陵東南の谷全体、中山陵南の主要公路上の孝陵衛の村が中国軍によって焼かれたと報じた。

### 総攻撃
12月9日（木曜）

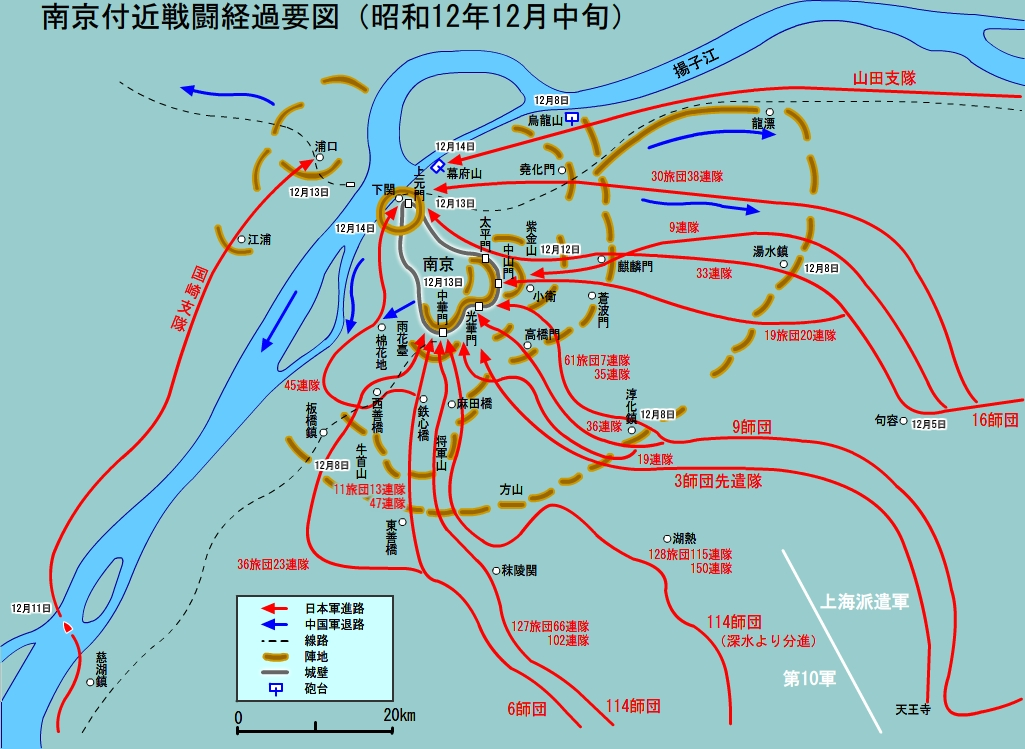
昭和12年12月5日〜14日　南京近郊戦闘経過要図。南京から八方に七ヵ所の防衛線が構築され、そのうち句容防衛線は機関銃の砲座もあり、堅固であると言明されていたが、仮設トーチカに過ぎず、またベッドや砂嚢やがらくたで作ったバリケードで防備している程度だった

- 未明、114師団歩兵127旅団は将軍山攻撃を開始、突破した。包囲された300の中国兵は山頂に追い詰められ殲滅された
- 払暁、第9師団は光華門に到達した。城内に押し戻された中国兵は、激しく抵抗したが、大砲、空爆、榴散弾の攻撃を受けた。
- 16師団は下麒麟門、蒼波門へ進出。
- 夕方、日本軍は飛行機で南京城内にビラを撒き、中国軍に対し降伏勧告を行なった。

- 午後、中国軍は南京市内の銃撃の邪魔になるものや日本軍に役立つ物を取り除くために放火し、北西以外の方角から煙がのぼった（ヴォートリン日記）。マクダニエル特派員は中国兵が灯油を家にかけて火をつけている所を目撃した。焼け出された人が城内に避難した。ダーディン記者は、中国軍は防衛作業として城内の建物の全面的焼却作戦を開始し、南門近くの住民を安全区に追い立て、地区がまるごと燃やされ、同様に下関駅近くの新村も焼却され、湯山の軍事施設、政府高官の宏壮な邸宅も放火されたと報道した。南京は北部と東部が火に囲まれた。
- 夜、淳化鎮の日本軍は、スパイから守備兵交代があると教えられた大校場軍事飛行場（光華門側）を襲撃し占領したが、中国軍が反撃、便衣兵が大校場の兵舎に放火し、炎の中で猛反撃に遭った。
- アメリカ大使館のアチソンらは下関からボートに乗り、アメリカ砲艦パナイ号に乗船した。
- 唐生智は「各部隊が保有しているすべての船は、これを本部運輸司令部に移管し、司令部が責任を持って保有する。第78軍長宋希濂は長江沿岸警備を担当し、他の部隊将兵などの勝手な乗船、渡河を厳禁する。この命令に背く者があれば即刻逮捕し厳罰に処する。」との命令を下した。

12月10日（金曜）
- 投降勧告の回答期限の正午が過ぎても中国軍からの反応がなかったので、午後1時、日本軍は総攻撃を開始した。
  - 第9師団左翼隊（36i,19i)は光華門、雨花台東端を攻撃。
  - 16師団は紫禁山を攻撃。歩兵9聯隊が桂林石房を占領すると前方の五重塔付近より追撃砲の射撃を受けたため、観測所である五重塔攻撃を意図したが、大隊長は「歴史的文化遺産だから破壊してはいけない」と頑として許可しなかった。歩兵33聯隊第三大隊は紫禁山東端の227・5高地を占領、第二大隊は16時382.5高地を占領。
  - 第10軍の114師団、第6師団は雨花台、将軍山正面を攻撃。
  - 午後5時30分、日本軍は光華門を確保した。

- 唐生智司令官は午後7時、各部隊に死守を下命し、陣地を放棄したものは厳罰に処するとし、長江の渡江も禁止し、離脱兵が制止をきかずに渡江しようとした場合は武力で阻止せよと命じた。
- 夜、第11中隊（94名）が雨花台82高地を夜襲、敵陣地を占領したが、中国軍に包囲され、手榴弾や砲弾を雨注し70名が戦死したが、24名でこれを撃退した。

12月11日

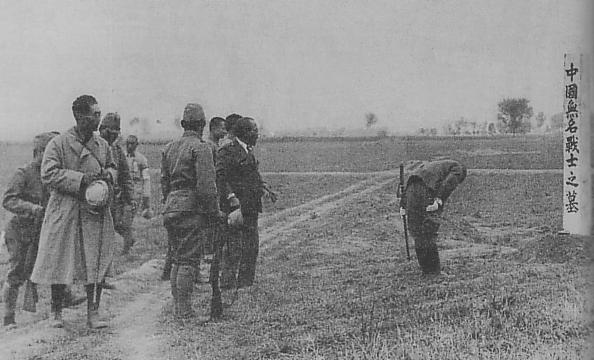
中国無名兵士の墓を慰霊する日本軍将兵（※南京陥落前）
『支那事変画報』

- 唐生智司令官は蔣介石から撤退の指示を受けた。
- 16師団は紫禁山南麓の西山を占領。
- 午後から12日にかけて東京では南京陥落の誤報が各新聞によってなされ、祝賀行列がくりだした。

12月12日（日曜）

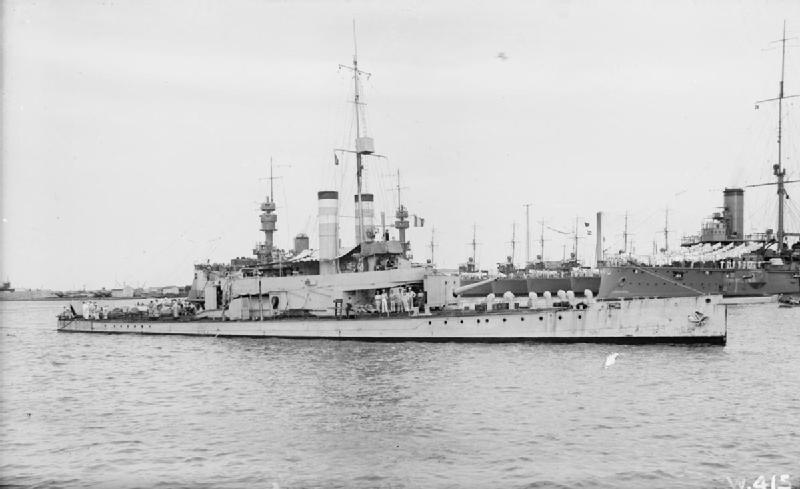
レディバード

- 早朝、敵の大型船5隻が揚子江を上流に逃走中との報告を受け野戦重砲13聯隊が射撃したが、英砲艦レディーバード号が含まれていた（レディバード号事件)。3隻は中国軍、避難民を満載したといわれる。
- 中国軍によって、紫金山、南京対岸の浦口の長江岸全体が放火され、埠頭や倉庫も含め燃え、下関の半分も燃えた。
- 午前7時、井上軽装甲車隊と独立軽装甲車第二中隊は右の雨花台の中国軍を攻撃、さらに独立軽装甲車第二中隊は中華門外の元部隊本部とみられる集落でガソリン200缶を鹵獲し、本道左方の中国軍400〜500を機関銃で射撃した。同隊は夕刻、500メートル退却して夜をてっした。
- 12時20分、第10軍の第6師団歩兵47聯隊は中華門西の一部を占領。日本軍が西門近くの城壁を登り始めると、中国軍第88師団の新兵が逃亡を開始し、中国軍の瓦解が始まり、夕方までには大方の部隊が下関門に向かった。中国兵は軍服を脱ぎ、平服に着替えた。それを目撃したダーディン記者は「それは滑稽ともいえる光景であった。隊形を整えて下関に向かい行進している最中、多くの兵隊が軍服を脱いでいた。あるものは露地に飛び込み、一般市民に変装した。なかには素っ裸の兵隊がいて、市民の衣服をはぎ取っていた。」と報じた。

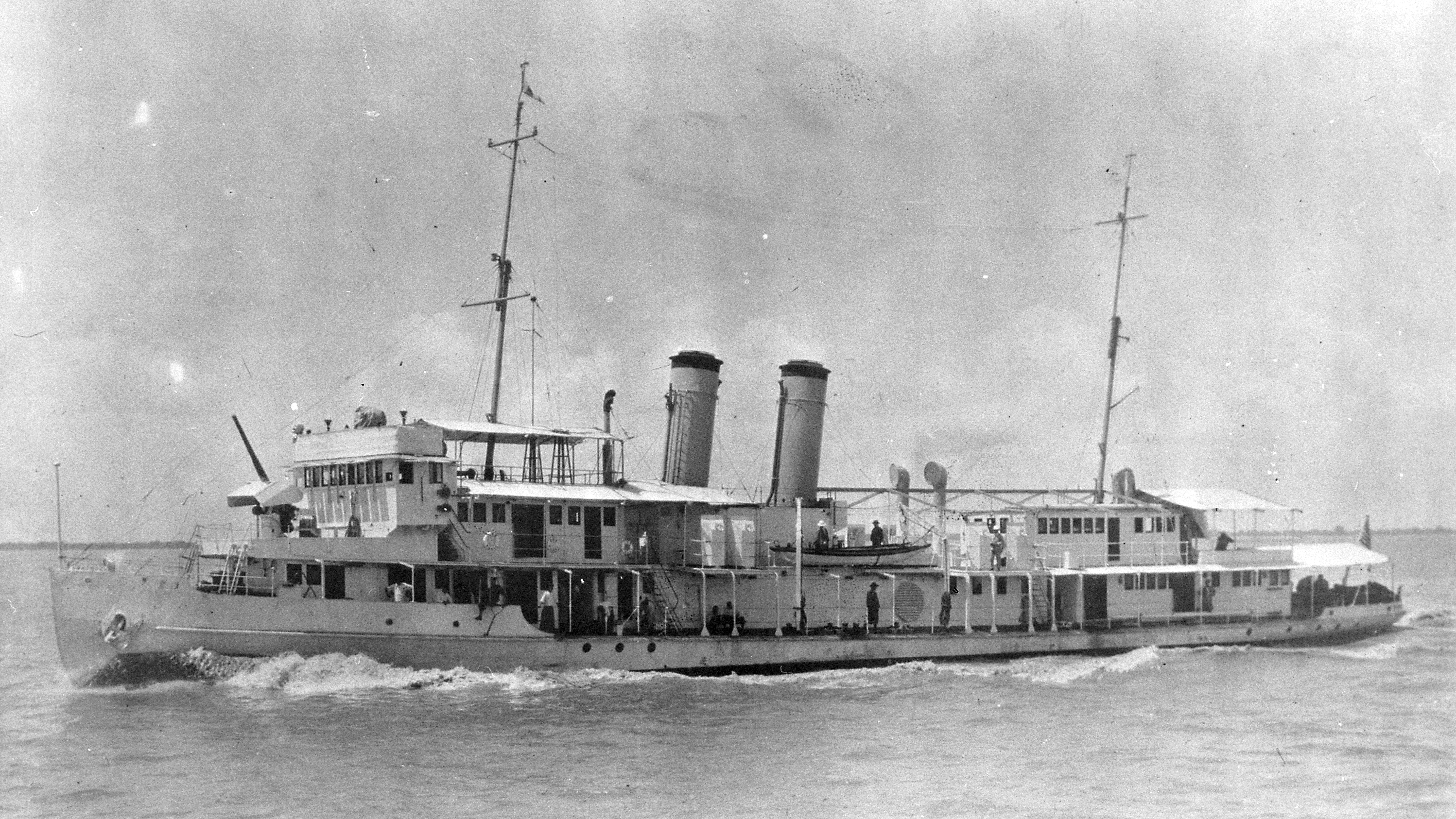
パナイ号。撮影1928年

- 正午過ぎ、日本海軍第十二航空隊と第十三航空隊が揚子江上の合衆国艦隊パナイを誤爆したパナイ号事件が起きる。反日世論が起きる騒動になったが、12月26日に事態収拾した。アメリカでは真珠湾攻撃の序曲とみなされることもある
- 13師団山田支隊は鎮江を出発し、揚子江を移動。
- 第9師団右翼隊（7i,35i)は中山門東南城壁に近迫し、200メートルの水濠の渡河準備を行った。
- 114師団は将軍山方面より周家凸、雨花台の線に進出し、一部は城壁に突入、師団主力は雨花台、周家凸の線以南に集結。
- 18時、16師団は488高地を占領し、紫禁山を占領。日本軍は城壁を突破し南京城内に進入した。

唐将軍の逃亡と挹江門事件
- 20時、唐生智は全軍に各隊に包囲の突破を指令するとともに、自分は長江左岸にポートで逃走した。この逃走計画は参謀本部の将校にさえも知らされていなかった。中国軍は渡河撤退を一切考えていないと公言していたし、河にはわずかなジャンク船とランチ(小型船)しかなかった。揚子江によって退路が塞がれ、中国軍は混乱状態となり、多数の敗残兵が便衣に着替えて安全区（難民区)に逃れた。
- 中国兵は挹江門、下関一帯に押し寄せ、勝手放題に船を求めて殺到した。
- 唐司令官は陣地死守を命じ揚子江の無断渡河を厳禁し、違反者は武力で制圧したため、同士討ちが始まった。この時点で唐将軍は渡河して逃亡していた。北部の長江へつながる挹江門には督戦隊が置かれて撤退する中国軍と同士撃ちとなった (挹江門事件)。ミニー・ヴォートリンによれば、中国軍の統制が取れなくなり城内殆どの場所で掠奪が行われており、中国軍が城壁外側のすべての家屋と城内の家屋も焼き払った事は酷い過ちだ。被害者は中国の貧しい人々であり、なぜ南京を破壊せず引渡さなかったのだろうかと日記に綴った。ニューヨーク・タイムズのダーディン記者は将軍だけが逃亡し、その他の将兵らが「ねずみとりの中の鼠よろしく捕らえられ、日本の陸海軍の大砲や空軍が彼らをとらえて木っ端微塵にするような状況にすすんで置かれることを選んだ」と翌年に報じた。

### 南京陥落
12月13日

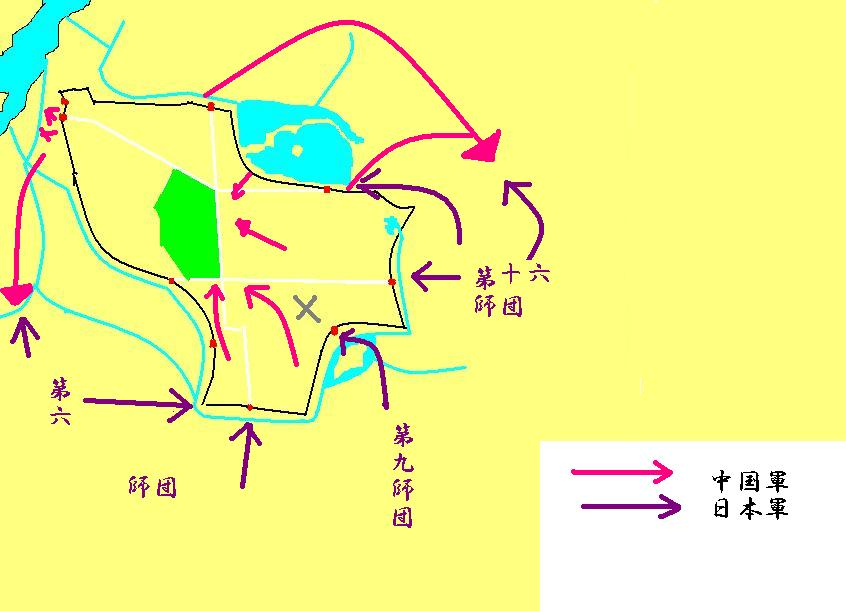
簡略化させた模式図

- 午前3時10分、紫禁山から向かった16師団歩兵33聯隊は中山門を占領。同隊中隊長は全員戦死した。午前8時30分、16師団戦車第一大隊は中山門に到着した。13師団山田支隊は烏龍山砲台を占領。
- 揚子江を渡ってきた国崎支隊は南京の対岸浦口を占領し、敵の退路を遮断した。
- 午前9時頃、南京城内の新路口5番の民家に日本兵複数が押し入り、生存者で当時7〜8歳の夏淑琴の祖父、祖母、五女（0歳）を殺害し、夏夫人（母）と長女（16歳）次女（14歳）を強姦後に殺害した新路口事件が発生した。ジョン・マギーはこの事件を東京裁判で供述した。
- 夕方、南京城が陥落し、日本軍が占領した。ダーディン記者はニューヨークタイムズの記事として「日本軍が南京城内の支配を掌撞した時、これからは恐怖の爆撃も止み、中国軍の混乱による脅威も除かれるであろうとする安堵の空気が一般市民の間に広まった。（中略）ところが、日本軍の占領が始まってから二日で、この見込みは一変した。大規模な略奪、婦人への暴行、民間人の殺害、住民を自宅から放逐、捕虜の大量処刑、青年男子の強制連行などは、南京を恐怖の都市と化した。」「民間人の殺害が拡大された。水曜日、市内を広範囲に見て回った外国人は、いずれの通りにも民間人の死体を目にした。犠牲者には老人、婦人、子供なども入っていた。とくに警察官や消防士が攻撃の対象であった。犠牲者の多くが銃剣で刺殺されていたが、なかには、野蛮このうえないむごい傷をうけた者もいた」と世界に向けて報じた。
- 独立軽装甲車第二中隊は雨花台北麓の兵工廟でドック内の中国人遺体400〜500を発見し、同隊本部曹長藤田清は中国軍が退却の際の処理かと推定した。藤田は雨花台付近で婦女子や非戦闘員の遺体は目撃しなかった。一方で、ジョン・ラーベは、安全区外の通りで民間人の死体を100-200mおきに見かけている。
- 中国敗残兵は外国人に身の安全を委ねてきて、ダーディン記者に何十挺もの銃を押しつけて渡した。日本軍は捕虜政策を実施せず、第16師団中島今朝吾師団長の12月13日の日記「捕虜の試し切り」・「大体捕虜ハセヌ方針ナレバ片端ヨリ之ヲ片付クルコトトナシタル」は、捕虜殺害の証拠とされる。（東中野修道は異論を唱えている）
- 午後7時、2～300の中国軍が、上海派遣軍独立攻城重砲兵第2大隊を襲撃するが、撃退される
- ロイター通信のスミス記者によれば、13日夜、中国敗残兵や中国人市民が食料品店から掠奪をした。また中華門付近での戦闘では中国の戦死者は1000人以上となった。

(写真)

### 掃討戦
1937年12月14日
- 午前4時、第13師団山田旅団（山田栴二隊）は幕府山に向かい、先遣隊が午前8時占領、山田旅団は捕虜14,777を上元門外の学校に収容)。
- 南京城内の敗残兵掃蕩を開始（-16日）。掃蕩にあたっては(1)外国権益への留意(2)住民に対する配慮 (3)失火放火に厳重注意とされ、犯せば厳罰と通達された(4)将校の指揮する掃蕩隊でなければ認められず、下士官の指揮では認めない(5)無用の部隊の侵入は認めない(富山と金沢部隊が実行している)(6)掃蕩を終えて帰還する時刻を定めた(7)捕虜は一箇所に集め、その食料は師団に請求することが命令され、通訳をつけて問題を起さないように注意もあったという。主にこの日以降、捕虜、敗残兵の数千人単位の殺害が何か所も殺害が行われたとして、戦時国際法違反の疑いもあるとして戦後追求された（南京事件(南京大虐殺)）。
- 昼になってもまだ抵抗を続ける中国部隊があった、彼らは日本軍に包囲されている現状も知らずに戦っていた。
- 午後2時頃堯化門において約7000〜7200名の中国兵が降伏してきたため、午後6時に歩兵第38連隊一中隊護衛をつけ仙鶴門鎮北側に集め、17,8日頃、中央刑務所（第一監獄所）に護送した。
- A・T・スティール記者がシカゴ・デイリー・ニューズで”NANKING　MASSACRE　STORY”(南京大虐殺物語)を報道
- ロイター通信のスミス記者によれば、14日朝までに日本軍は市民に危害を加えなかったが(もっとも撃たれて倒れた市民も少なからず目撃したと証言）、14日昼になると6〜10人で徒党を組んだ日本兵が「連隊徽章を外して」、民家を見境なく「組織的に、徹底的に掠奪し」、15日までに中国人と欧米人の民家からは家財道具や壁掛け時計が日本兵によって掠奪されたとスミスはいう。中国兵は食料のみの略奪だったが、日本兵は見境なく大規模に略奪を行ったと証言。
- 東京では40万人が南京攻略祝賀の提灯行列を行った

12月15日
- 第13師団山田支隊が幕府山砲台付近で1万4千余を捕虜とした(戦史叢書)が、17日までに相当数が殺害されている。山田栴二日記では捕虜の仕末について本間騎兵少尉を南京に派遣すると「皆殺せとのことなり」とあり、一方で軍の報告では解放しようとしたが暴動を起こしたので処分したとする（これに関する論争は幕府山事件（山田支隊の捕虜処断））。翌日16日の場合も捕虜約1,000名が射殺され、他は逃亡し、日本軍も将校以下7名が戦死した（軍の記録では解放しようとした中国兵が暴れたための発砲とのこと）(戦史叢書)が、この事件は実は16日以後に日本側が意思として2万人の兵を殺害したとする中国側の意見や日本側にも笠原や小野賢二の研究がある。（詳しくは幕府山事件（山田支隊の捕虜処断））
- ジョン・ラーベは、日本軍が安全区に隠れていた中国兵1300人を捕えたので、射殺されると予想し、スマイスと日本大使館補福田篤泰に救援を依頼した。
- ダーディン記者は、交通部近くの防空壕に潜む100人以上の中国部隊に戦車砲で発砲がなされるのを見たり、整壕での10人ほどの兵隊の銃殺など、3つの集団処刑を目撃した。
- 日本軍がすでに占領統治を開始した北京にある天安門広場には5万人の北京市民が集まり、日の丸と五色旗を振って南京陥落を祝っている姿が写真に残っているが、その前日に北京では、日本の傀儡政権である中華民国臨時政府 (北京)が設立していた。

12月16日
- 日本軍司令部は、軍服を捨て武器を隠し平服を着た中国兵25,000人が市内にいると発表。日本軍は、南京市内の警察官を捕獲して一方的に処刑。

12月17日
- 日本の陸海軍による入城式が挙行された。(写真)　中支那方面軍司令部が南京に移動。

12月18日日本の陸海軍合同慰霊祭が故宮飛行場で挙行された。(写真)
12月21日各兵団は城内から退出 日本兵による火災が何件も発生。ジョン・ラーベ等、南京在住外国人複数が日本大使館を訪問し、日本兵の乱暴な行動と放火をやめてほしいと訴え、松井石根司令官とも面会した。
12月22日第16師団歩兵第30旅団が警備を担当。
12月23日陶錫山委員長の下、南京自治委員会が設立され、治安はかなり回復した。(写真)

### 1938年（昭和13年）

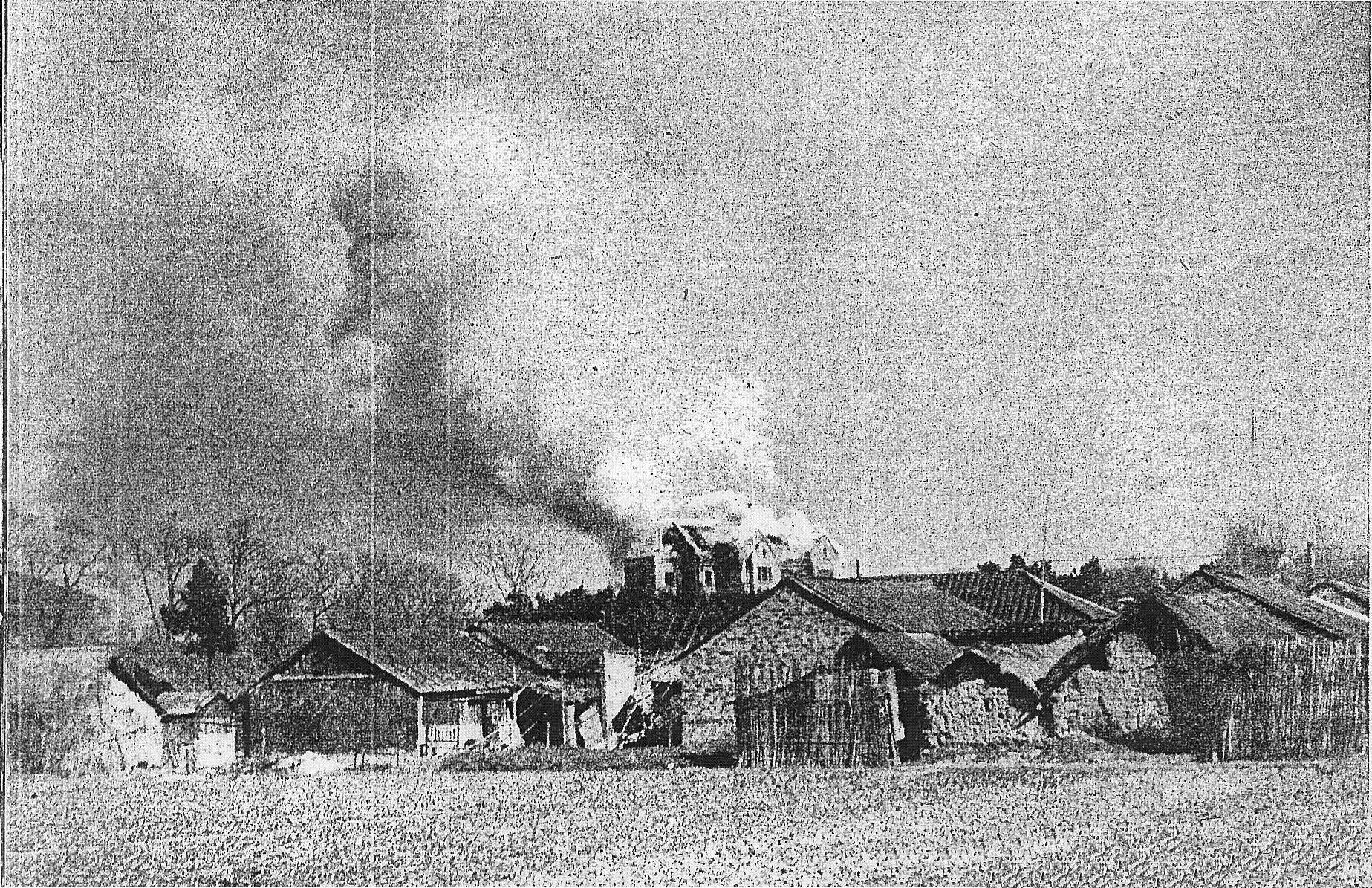
放火により焼失するソビエト大使館（1938年1月1日）

### 兵民分離査問工作

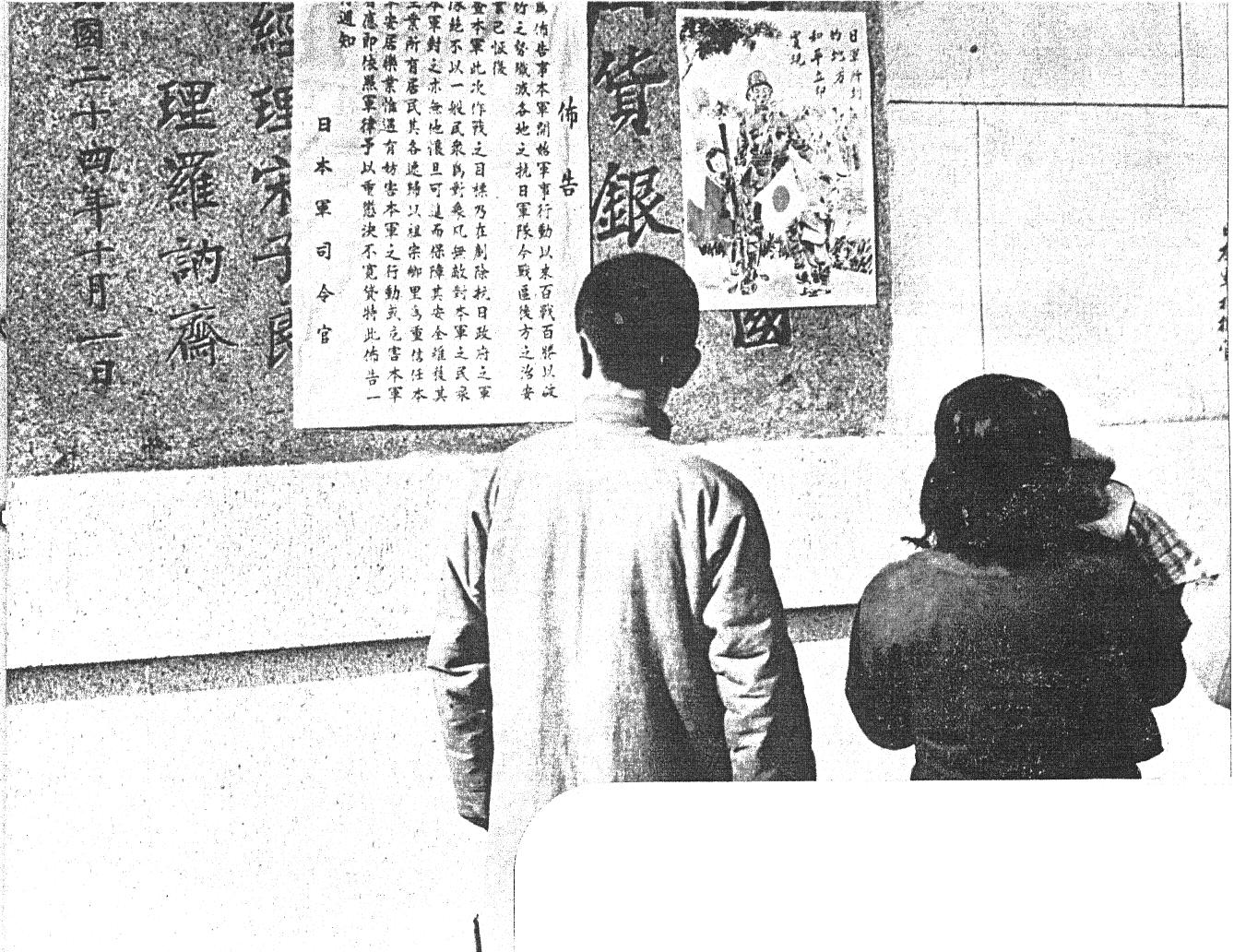
南京市内には日本軍司令官によって戦闘の目的は軍閥にあって一般の中国人ではないと布告された。

12月24日
第16師団憲兵隊と南京安全区国際委員会が合同し南京難民区の兵民分離査問工作が開始された（翌年1月5日に終了)。
難民所の金陵大学テニスコートから200〜300人が五台山と漢西門外に連れ出され殺害された。
午前10時、金陵大学教員のミニー・ヴォートリン女史に対して日本将校が、避難している中国人女性の中から娼婦100人を募集することを要請し、慰安所(regular licensed place)設置の理解を求めた（宋維木は設置されたとする)。
12月28日28日までに安全区の外国大使館に隠れていた中国軍将校23名、下士官54名、兵1498名が摘発された(日本憲兵隊報告)。中国軍指揮官Wang Hsianglao（王信労）は民間人を装い、国際避難民の第4地区を指揮していた。88師副師長Ma Poushang（馬跑香）中将は安全区内で反日攪乱行為の活動を続け、ほか小銃17挺とHuan An（黄安）大尉も発見された。王信労と三人の元部下は掠奪、煽動、強姦に携わったという。さらに大使館に隣接する防空壕からは、チェコ式機関銃21挺（弾丸60発）、機関銃3挺、水冷式重機関銃10挺(弾丸3,000発)、小銃50挺（弾丸42,000）、手榴弾7,000個、小型野砲1台（重迫撃砲弾2,000個、砲弾500個）など兵器が発見された。
| 部隊                                           | 配置                                         |
| ---------------------------------------------- | -------------------------------------------- |
| 中支那方面軍司令部                             | 南京                                         |
| 上海派遣軍司令部                               | 南京                                         |
| 上海派遣軍直轄の軍高射砲隊                     | 南京                                         |
| 上海派遣軍通信隊                               | 南京                                         |
| 上海派遣軍砲兵隊                               | 鎮江及び常州                                 |
| 第十六師団司令部、歩兵第三十旅団主力、直轄部隊 | 南京                                         |
| 第十六師団その他の諸隊                         | 湯水鎮、句容、秣陵関、その他交通上の要点     |
| 第三師団司令部、歩兵第五旅団主力、直轄部隊     | 鎮江                                         |
| 第三師団その他の部隊                           | 無錫、江陰、常州、丹陽、金壇等               |
| 第九師団司令部、歩兵第六旅団主力、直轄部隊     | 蘇州                                         |
| 第九師団その他の諸隊                           | 紺崑山、常熟、福山、太倉、劉河鎖、嘉定、南翔 |
| 中支那方面軍直轄                               | 呉淞、北部上海地区                           |
| 揚子江左岸地区                                 |                                              |
| 第十三師団司令部、歩兵第百三旅団主力、直轄部隊 | 滁県                                         |
| 第十三師団その他の諸隊                         | 来安、全校、六合                             |
| 天谷支隊、司令部、歩兵第十旅団主力             | 揚州                                         |
| 天谷支隊その他の諸隊                           | 儀徴、仙女廟、邵伯鎮                         |

12月31日南京城内の電気、水道が復旧。

### 南京自治委員会の発会式
1938年1月1日

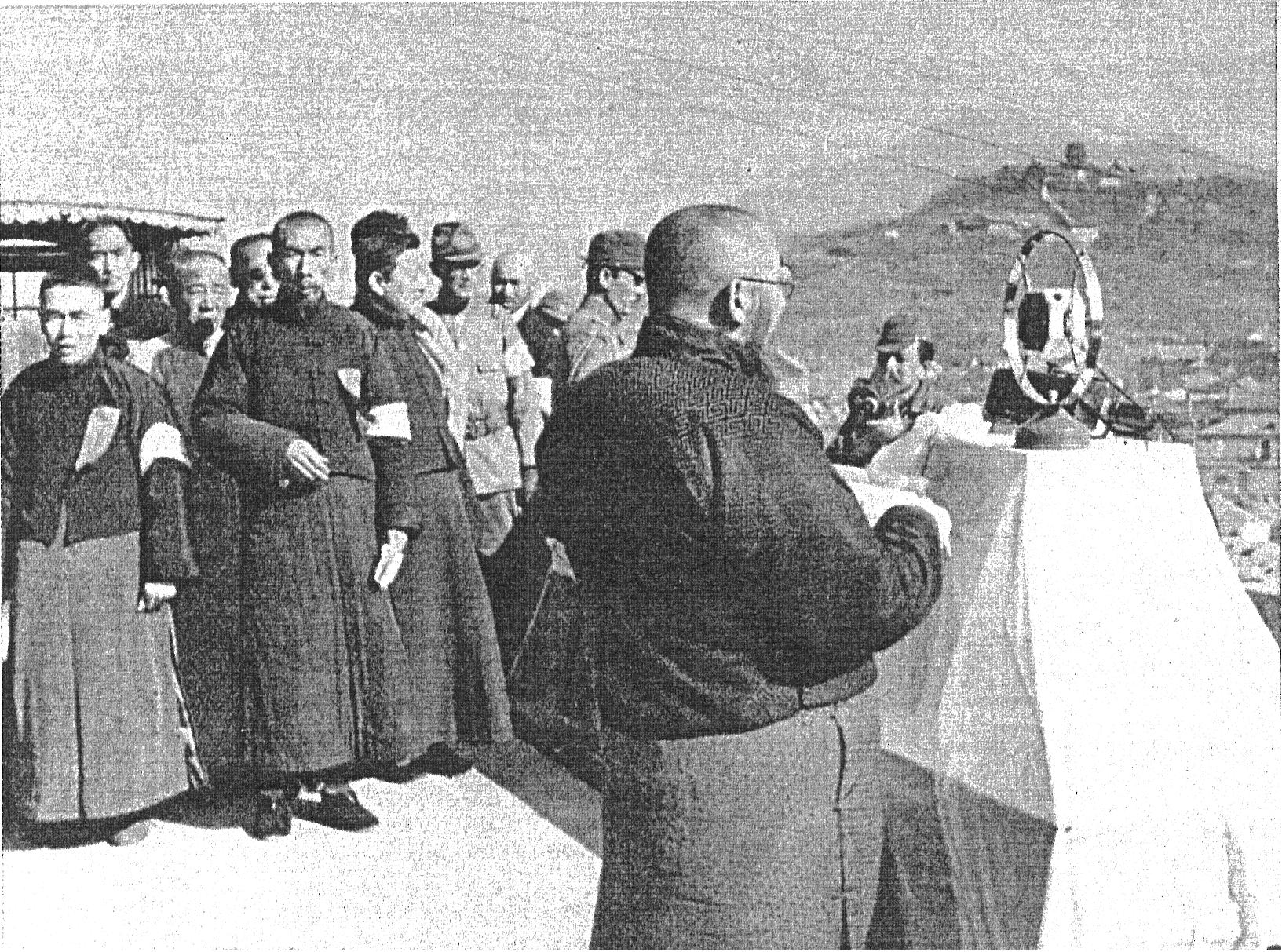
南京自治委員会発会式における陶錫三会長の宣言朗読

- 南京自治委員会の発会式が挙行された。南京難民区に避難していた市民も日の丸と五色旗を振って祝い、式場には3万人の参加者がつめかけた。新政権の出現を祝い、国民政府の悪政を非難する主意書および同政府と絶縁して目指す政治を示す以下の宣言が発表された。

- 同日12時頃、南京のソビエト大使館が放火された。飯沼守はソ連大使館の火事について、ここは日本兵が決して入り込まない所なので証拠隠滅のため自ら焼いたのではないか、また外の列国公館では番人から日本兵でなく中国軍隊の仕業であると聞いた、と日記に書いていたが、飯沼は1月4日の日記では、特務部岡中佐がソ連大使館裏手の私邸に笹沢部隊の伍長以下3名がいて食料徴発中と答えたことで、「今に到り尚食糧に窮するも不思議、同大使館に入り込むも全く不可解」と書き日本兵の関与の可能性も想起した。日本当局は、1月5日に日本側が逮捕した中国人の取調べにより敗残兵による放火と判明したと発表したが、東京裁判で許伝音は日本兵が放火するのを目撃したと証言している。

### アリソン殴打事件等
1938年1月4日
閑院宮陸軍参謀総長は、松井司令官宛に「軍紀・風紀ノ振作ニ関シテ切ニ要望ス」と通達した。
1月11日大本営における政府首脳による御前会議は支那事変（日中戦争）処理根本方針を決定。それまでの和平を打ち切って、国民政府が日本の提示した条件をのまない場合は、以後これを対手にせずとし、日本に有利な新南京政権の成立を援助する。
1月15日大本営政府連絡会議の中で、参謀本部は政府の和平交渉打切り案に激しく反対。しかし、米内海相などからの戦時中に内閣退陣を起すことを避けるべしとの意見におれ、中国との和平交渉打切り決定。
1月16日警備を第16師団歩兵第30旅団から天谷支隊（第11師団歩兵第10旅団）に交代。
1月26日南京市内の元米人宅に入り込んで複数の中国人女性を強姦していた日本兵達の行動をとがめるために、日本の憲兵と共に現地を訪れた米国大使館のアリソン三等書記官を日本兵が殴打するという事件（アリソン殴打事件）が起こり、アメリカで日本商品不買運動も起きる。アリソンは、戦後、駐日大使になる人物である。
2月7日
午後1時30分、慰霊祭。松井司令官は各隊長に対して、占領後50日間の「幾多の忌はしき事件」は戦没した将士の功を半減するもので、日本軍の威信を損なうような報道が二度と起こらぬよう訓示した。松井司令官は「占領後ノ軍ノ不始末ト其後地方自治、政権工作等ノ進捗セサルニ起因スル」悲哀におそわれ、責任感が太く迫ったと日記に書いている。
2月14日大本営は中支那方面軍、上海派遣軍、第10軍の戦闘序列を解き、中支那派遣軍の戦闘序列を下命。
2月16日大阪朝日新聞の記事「日本軍の名を騙って掠奪暴行をしていた中国人集団11人が憲兵隊の山本政雄軍曹らによって逮捕された」。主犯格は呉堯邦(28歳）でソウルで洋服仕立を営み、日本語が得意だった。呉らは日本軍入城後、通訳の腕章を偽造して強盗暴行を繰り返し、強盗の被害は総額5万元となったと伝えられた。

### 南京国民政府成立まで
1938年3月28日中華民国維新政府が中支那派遣軍の指導で南京に成立。
4月南京中山路に四階建ての大丸百貨店が開店し、オートバイや自転車なども取扱った。
1940年維新政府は汪兆銘の南京国民政府(汪兆銘政権)に合流し、1945年まで首都を南京に置いた。

## 両軍の損害

### 日本軍の損害
| 戦闘          | 戦死  | 戦傷   | 合計   | 備考                             |
| ------------- | ----- | ------ | ------ | -------------------------------- |
| 南京戦        | 1,558 | 4,619  | 6,177  | 戦死傷者数不明の山田支隊をのぞく |
| 上海-南京戦間 | 4,976 | 13,785 | 18,761 | 第9師団のみ                      |
| 上海戦        |       |        | 40,372 | 8月23日上陸〜11月8日。           |
| 合計          |       |        | 65,310 |                                  |

| 部隊                  | 戦死  | 戦傷  | 合計  |
| --------------------- | ----- | ----- | ----- |
| 山田支隊              | 不明  |       |       |
| 第16師団              | 505   | 1,689 | 2,194 |
| 第9師団               | 460   | 1,156 | 1,616 |
| 第3師団歩68第1・3大隊 | 1     | 3     | 4     |
| 第114師団             | 260   | 790   | 1,050 |
| 第6師団               | 306   | 884   | 1,190 |
| 國崎支隊              | 26    | 97    | 125   |
| 合計                  | 1,558 | 4,619 | 6,177 |

なお、1939年の時事年鑑では戦死800、戦傷4,000とある。

### 中国軍の損害
| 部隊                               | 戦死                   | 戦傷  | 備考                                            |
| ---------------------------------- | ---------------------- | ----- | ----------------------------------------------- |
| 第2軍団41師                        | 1,782                  | 619   | 第2軍団の損害は全体の3分の1と記載。逃亡を含む。 |
| 同48師                             | 2,137                  | 480   |                                                 |
| 同軍特務隊                         | 47                     | 11    |                                                 |
| 第74軍団51師                       | 4,400                  | 1,300 |                                                 |
| 同58師                             | 2,000                  |       |                                                 |
| 第66軍団159師                      | 1000                   |       |                                                 |
| 同160師                            | 1,000                  |       |                                                 |
| 第72軍88師                         | 3,000                  |       |                                                 |
| 教導総隊                           | 1,500〜2,000           |       |                                                 |
| 第71軍87師                         | 1,200                  |       |                                                 |
| 第78軍36師                         | 1,000                  |       |                                                 |
| 憲兵、軍直部隊、要塞部隊           | 500〜1,000             |       |                                                 |
| 第83軍154・156師、江防軍112・103師 | 1,000                  |       | 78軍と第72軍88師・第71軍87師の同士討ち          |
| 合計                               | 11,611〜22,566（推定） |       |                                                 |

| 交戦地区           | 戦死                 | 備考 |
| ------------------ | -------------------- | --- |
| 新河鎮             | 1,500                | 13日、日本軍歩4511中隊と中国58師が払暁戦、遺棄死体2.300。                                                      |
| 江東門、三叉河     | 500                  | 13日未明、日本軍歩45第3大隊と中国51師が戦闘。13日午前、歩45第2大隊と中国74軍が戦闘。                           |
| 紅山、下関         | 1,500                | 13日払暁から午後3時まで、日本軍歩33と中国36師が戦闘。歩33戦闘詳報では13日遺棄死体5,500（処決した敗残兵を含む） |
| 紫禁山、湯山       | 500〜1,000           | 13-14日の戦闘。仙鶴門鎮の集成騎兵、湯水鎮護衛の歩19の戦闘。                                                    |
| 渡河中の溺死・戦死 | 3.000                | 13日午後下関に到達した歩33、海軍参戦者の証言、外人記者。                                                       |
| 計                 | 7.000〜7,500（推定） | |

南京戦史は、12月4日から13日の中国軍戦死者合計を約29,000と推定する。
なお、1937年12月29日に上海派遣軍は日本軍戦死800、戦傷4000、中国軍遺棄死体8万4千、捕虜10,500と発表、翌年1月には敵の損害は約8万、遺棄死体は約53,874と算定した。これにつき戦史叢書は「日本軍の戦果発表が過大であるのは常例であったことを思えば、この数字も疑わしい」とし、『南京戦史』は「上海派遣軍発表の遺棄死体数は、中国防衛軍の総兵力判断6～7万と比べ著しく過大である」としている。

## 戦争被害
人的被害は、日本軍が中国軍の捕虜・敗残兵・便衣兵、一般市民などに対して戦時国際法違反を行ったとされる南京事件が発生したといわれるが、その規模、虐殺の存否などについて論争があり（南京事件論争）、南京戦#捕虜・敗残兵への対応にも記述ある。
物的損害については、当時の記録としてスマイス調査（『南京地区における戦争被害』）があり、その前書で物的被害は日本軍と中国軍双方によるのが事実であると指摘している。

## 捕虜・敗残兵への対応
戦闘詳報などの公式文書の集計では、日本軍は約27,000人の中国軍の捕虜・敗残兵のうち、約12,000を銃殺など「処断」、7450名を収容、7850名を釈放、不明が172名である。ただし、『南京戦史』はこの集計は大雑把な目安にすぎず、戦闘詳報は戦果として上申される資料であったことから過大に表示されていることはほぼ間違いないとしている。
| 師団名         | 部隊                                             | 対応 |
| -------------- | ------------------------------------------------ | --- |
| 第114師団      | 歩兵第66連隊第1大隊                              | 12、13日に雨花台(雨花門)外で1657人を収容し、13日午後処断 |
| 第16師団       | 第30旅団（佐々木支隊）歩兵第33連隊・歩兵第38連隊 | 12月10日 - 14日、歩兵第33連隊は紫金山北方の下関附近、太平山、獅子山附近の戦闘間で、中国軍将校14 下士官兵3,082（計3,096）処断 12月16日、17日、紫金山北方にて掃蕩戦間の処断 各連隊で数百 12月24日から翌年1月5日までに下関にて不逞の徒 処断数千 |
| 同             | 第19旅団歩兵第20連隊第12中隊・第3機関銃中隊      | 12月14日朝、馬群で襲撃してきた兵を処断 200 - 300。『小戦例集』では捕虜95。 |
| 同             | 歩兵第20連隊第4中隊                              | 14日、南京安全区東方で処断（銃殺後、埋葬）328 |
| 第9師団        |                                                  | 師団全体で13日から24日までに城内で処断約7,000 |
| 同             | 歩兵第7連隊                                      | 安全区掃蕩間で処断 6,670 |
| 戦車第7連隊    | 戦車第1大隊第1中隊                               | 14日、掃蕩間で処断（戦争処置）70人 |
| 第13師団の一部 | 歩兵第65連隊（山田支隊)                          | 14日 幕府山附近で約14000を捕獲。非戦闘員6000を釈放。敗残兵約8,000のうち、14日夜4,000逃亡。残余約4,000は観音門へ連行 |

| 師団名   | 部隊                                             | 対応 |
| -------- | ------------------------------------------------ | --- |
| 第6師団  | 歩兵第45連隊第2大隊                              | 14日午前、下関で約5,500収容、14日午後釈放 |
| 第16師団 | 歩兵第9連隊第2大隊                               | 9日-13日 紫禁山南で捕獲した捕虜19、対応不明 |
| 同       | 第30旅団（佐々木支隊）歩兵第33連隊・歩兵第38連隊 | 歩兵第38連隊第10中隊は12月14日、堯化門附近で収容7,200 17日、18日頃、南京へ護送 旅団全体で12月24日 - 翌年1月5日、安全区内の兵民分離で収容約2,000、さらに約500の傷病兵も捕虜として収容 |
| 第5師団  | 歩兵第9旅団歩兵第41連隊基幹（国崎支隊）          | 3日 - 15日 捕虜確保120、対応不明 第12中隊は14日夕、江興洲で2,350人収容。その後、釈放                                                                                                 |
| 第3師団  | 歩兵第68連隊                                     | 第1大隊による対応不明 8人。第3大隊による対応不明 25 |

## その後
外交
1937年（昭和12年）11月から日本と中華民国国民政府間の和平交渉であるドイツの仲介で行われたトラウトマン和平工作が行われており、日中間の南京陥落後に、蔣介石は1938年（昭和13年）1月14日、日本側との同交渉を再開するが、広田弘毅外相は、中国は日本が和平交渉を請うた書きぶりだが、講和要望は中国側から提示すべき筋合いであるのに、自分の意見を示さず日本側の条件に説明を求めるのは和平の誠意がなく、遷延策を講じていると考える外ないと答え、大本営連絡会議も同意し次の段階に入るとした。しかし、大本営は外相と連絡会議の方針に反対し、15日に連絡会議を開催を要求した。15日の午前の会議では、政府首脳は中国に誠意なしと主張、陸海統帥部は交渉打ち切りは時期尚早と主張した。閑院宮参謀総長は今一度の確認をすべきとし、多田駿参謀次長、軍令部総長らは中国側の最後的確答を待たずに準備もないまま長期戦に移行するのは困難と主張したが、政府首脳側は譲らなかった。15日の午後の会議では杉山陸相、広田外相は中国に誠意なしと主張し、米内海相は「政府は外務大臣を信頼する。統帥部が外務大臣を信用せぬは同時に政府不信任である」と答え、参謀次長らは夜の会議で、蔣政権否認に不同意であるが、政府崩壊の悪影響を認め、黙過してあえて反対を唱えないと譲歩した。翌16日、政府は国民政府を相手とせずと声明を出した。「南京戦史」（偕行社）の編纂者で独立軽装甲車第二中隊小隊長の畝元正己はトラウトマン工作が流産したことは痛恨の極みとした。
戦闘
その後、日本軍は1938年4月から5月の徐州会戦によって徐州を占領。6月に中国国民党は黄河決壊作戦で黄河の堤防を破壊し、日本軍の侵攻を止めようとした。その後日本は武漢作戦によって武漢を占領していった。

### 大戦終結後
第二次世界大戦終結後の1946年南京軍事法廷では第6師団長谷寿夫と、百人斬り競争の容疑者として少尉野田毅と向井敏明らが死刑、判決では南京事件の被害者総数は30万人以上とされた。東京裁判では松井石根陸軍大将らが処刑された。
南京攻略に際して日本軍は多数の捕虜や民間人を殺害したとされ（南京事件）、犠牲者数をめぐっても論争となっている（南京事件論争）。

## 評価
ここでは中国側（日本軍に完敗し、軍民ともに大きな被害を受けた中国側の作戦指導）の問題の諸説を記述する。
1939年、国民党将校の阿壠（アーロン）は上海戦で負傷したため南京にはいなかったが「南京戦におけるあのような狼狽や惨憺たる有様が不可避であったとは、絶対に思わない……しかし実際の退却は、船一艘ない揚子江の轟々たる奔流を渡ろうとして、十数万の大群が蜂のように群がり、それに対して渡し場の守備兵が情け容赦なく発砲する中で決行された。（略）これは戦術の誤りだ」と自軍の対応を批判した。
南京国際安全区委員長のジョン・ラーベは中国政府は「兵士はおろか一般市民も犠牲にするのではないか」と懸念し、国民の生命を省みないと批判した。
ニューヨーク・タイムズのダーディン記者は、日本軍の略奪・暴行、民間人の殺害や捕虜の大量処刑などを厳しく評価しつつ、他方で中国軍に対しても「戦争の初期において示された長江方面軍の勇猛な精神は、ほぼ二ヵ月にわたる上海付近での日本の進撃を阻止できず、士気の失墜を招くことになった。ドイツ人軍事顧問および参謀長である白崇禧将軍の一致した勧告に逆らってまで、無益な首都防衛を許した蔣介石総統の責任はかなり大きい。もっと直接に責任を負わなければならないのは、唐生智将軍と配下の関係師団の指揮官たちである。彼らは軍隊を置き去りにして逃亡し、日本軍の先頭部隊が城内に入ってから生ずる絶望的な状況に対し、ほとんど何の対策もたてていなかった」と評価した。また、ダーディンは日本軍は南京の非軍事施設は攻撃しないと約束し、中国軍も安全区から兵と武器の撤去を誓約していた（ただし唐将軍は武装解除の完了時期決定を保留にした）ため、10万人以上の非戦闘員は、日本軍の入城までは比較的安全に過ごしたと報じている。
台湾の研究者李君山は、列強の日本に対する実力制裁を期待する政略のために膨大な中国軍将兵が犠牲となったとして蔣介石を批判している。中国軍の防衛作戦の誤り、指揮統制の放棄、民衆保護対策の欠如については孫宅巍、楊天石、笠原十九司らも指摘している。

## 映像記録・関連作品
南京事件を描いたものは南京事件#南京事件を扱った作品を参照。
- 1938年1月公開のパラマウント・ニュース映画『南京陥落』は、陥落直後の時期の南京の様子を記録している[要出典]。なお、当時パラマウント・ニュース日本語版の仕事をしていた清水俊二は、米国から送られてくるニュース映画の中で「南京虐殺の処刑・銃殺のシーンも見た覚えがある。使いたくても検閲をパスするはずがないので使えなかったシーンがいくつもあった」と回想している[184]。
- 1938年2月公開の『南京』は、1937年12月14日から翌年1月4日に至るまでの間、南京城内外の様子を撮影した日本の記録映画であり、日本陸軍のプロパガンダも含まれている可能性が指摘される。
- 日本軍による南京占領期間中に、南京安全区国際委員会のジョン・マギー牧師が撮影した16ミリフィルム（通称「マギーフィルム」）が存在している。そのフィルムは1938年2月末にジョージ・アシュモア・フィッチによって南京から持ち出され、太平洋戦争勃発前の米国各地で上映会が行われた。
- 1944年公開の米国映画『ザ・バトル・オブ・チャイナ』も南京陥落時の映像を紹介しているが、その内容には一部に事実に反する映像があることが指摘されている。
- 1945年に中国で製作された映画『中国之怒吼』は、『ザ・バトル・オブ・チャイナ』を元にしたプロパガンダ映画である。
- 2007年12月6日、東京・九段会館で行われた「南京陥落七十年国民の集い」において南京攻略戦に参戦した稲垣清が当時の南京を記録したフィルムが上映され、集会ごとDVDに残された[185]。
- 1940年、鹿子木孟郎が戦争画『南京入城』を製作。終戦後、連合国軍最高司令官総司令部は軍国主義的なものであるとして没収。他の戦争画とともにアメリカ合衆国に持ち出された。1970年になり、無期限貸与という形で日本に返還され東京国立近代美術館に収蔵されている[186]。